# Muhammad Ali vs. Joe Frazier II
Il secondo incontro di pugilato tra Muhammad Ali e Joe Frazier, noto anche con il nome di "Super Fight II", si disputò al Madison Square Garden di New York il 28 gennaio 1974: fu il secondo incontro della "Trilogia Ali-Frazier", dopo quello dell'8 marzo 1971 e prima di quello del 1º ottobre 1975. Ali, leggermente favorito per la vittoria, vinse il match via decisione unanime.

## Contesto
Il primo incontro avvenne sempre a New York, quattro anni prima: Frazier trionfò ai punti dopo 15 riprese, divenendo il primo avversario capace di infliggere ad Ali una sconfitta. Fu la prima vittoria da campione mondiale dei pesi massimi per Frazier, che difese in altre due occasioni nel 1972 prima di venire battuto da George Foreman (gennaio 1973). Ali, dal canto suo, aveva incrociato per due volte i guantoni con Ken Norton: il bilancio fu di una sconfitta (con tanto di frattura dell'osso mascellare) e di una vittoria.
Durante la visita dei pugili, con i rispettivi staff, alla sede dell'ABC nacque un diverbio tra i due, dopo che Ali definì Frazier «un ignorante». La veemente reazione di quest'ultimo provocò l'intervento dei membri dello staff, scongiurando un possibile scontro fisico.

## L'incontro
Per il combattimento Ali progettò una strategia basata sulle caratteristiche di Frazier, pugile che notoriamente iniziava gli incontri a ritmi: sul finire del secondo round, Frazier rimase ferito da un destro del suo avversario. Soltanto con l'intervento dell'arbitro Perez guadagnò tempo, riuscendo a chiudere in piedi la ripresa (Perez aveva fermato i due pugili convinto, erroneamente, di aver udito la campana).
Il veloce ritmo tenuto da Ali gli permise di condurre l'esito della lotta in proprio favore, vincendo con decisione unanime al termine delle 12 riprese. Per Frazier fu la seconda sconfitta in carriera, dopo quella incassata poco più di un anno prima da Foreman.
Nonostante la rilevanza mediatica e l'importanza agonistica dell'evento, esperti ed appassionati lo giudicarono «abbastanza insignificante» in rapporto al precedente ed al successivo.